# Municipio de Matehuala
El municipio de Matehuala es uno de los 59 municipios del estado mexicano de San Luis Potosí. Su cabecera es la localidad de Matehuala es importante para el estado debido a su ubicación estratégica, su rica historia, su economía, su cultura vibrante y su atractivo turístico. Tiene una población de 102,199 habitantes y es uno de los municipios más importantes del estado de San Luis Potosí

## Localidades
| Localidad       | Población |
| --------------- | --------- |
| Matehuala       | 70 150    |
| Tanque Colorado | 650       |
| Sacramento      | 637       |
| Santa Cruz      | 502       |

## Gobierno

### Ayuntamiento
Lo integra un Presidente Municipal, dos Síndicos, un Regidor de mayoría relativa, once regidores de representación proporcional, un Secretario del Ayuntamiento, un Tesorería , una Contraloría y una Oficialía Mayor.
Entre síndicos y regidores, junto con el presidente municipal, que se hacen responsables de las comisiones de: Hacienda Municipal; Gobernación; Policía Preventiva y Tránsito; Salud Pública y Asistencia Social; Educación Pública y Bibliotecas; Mercados, Centros de Abasto y Rastro; Agua Potable, Alcantarillado y Saneamiento; Desarrollo Urbano y Ecología; Comercio, Anuncios y Espectáculos; Desarrollo Rural y Asuntos Indígenas; Cultura, Recreación y Deporte; Servicios Públicos, y Organización y Estructura de la Administración Pública Municipal.
Existen además las direcciones o departamentos de: Obras Públicas, Desarrollo Económico,  Fomento Deportivo, Comunicación Social, Registro Civil, Relaciones Exteriores, Seguridad Pública, Tránsito y Vialidad, Rastro Municipal, Ecología y Protección al Ambiente y Protección Civil.

### Presidentes municipales
| Período   | Presidente municipal                | Partido | Partido                              |
| --------- | ----------------------------------- | ------- | ------------------------------------ |
| 1896      | Mariano Vázquez López               |         |                                      |
| 1939-1940 | Octaviano Briones Cortez            |         | Partido de la Revolución Mexicana    |
| 1940      | Antonio Verástegui Cruz             |         | Partido de la Revolución Mexicana    |
| 1940-1943 | Nicolás López Loera                 |         | Partido de la Revolución Mexicana    |
| 1943-1945 | Miguel Ángel Santos                 |         | Partido de la Revolución Mexicana    |
| 1945      | Nicolás López Loera                 |         | Partido de la Revolución Mexicana    |
| 1945-1946 | Horacio Medellín Cruz               |         | Partido de la Revolución Mexicana    |
| 1946-1949 | Roberto Alderete Aguilar            |         | Partido Revolucionario Institucional |
| 1949-1952 | Nicolás Sánchez Pérez               |         | Partido Revolucionario Institucional |
| 1953-1955 | Enrique de la Cruz Zepeda           |         | Partido Revolucionario Institucional |
| 1956-1958 | Santiago J. Vivanco Castillo        |         | Partido Revolucionario Institucional |
| 1959-1961 | Jesús Pérez Barba                   |         | Partido Revolucionario Institucional |
| 1961-1964 | Antonio Nava Sánchez                |         | Partido Revolucionario Institucional |
| 1964-1967 | Adalberto Tamayo López              |         | Partido Revolucionario Institucional |
| 1967-1970 | Alfonso Dibildox Martínez           |         | Partido Revolucionario Institucional |
| 1970-1973 | Eduardo Rocha Pérez                 |         | Partido Revolucionario Institucional |
| 1973-1976 | Tomás Zárate Sánchez                |         | Partido Revolucionario Institucional |
| 1976-1979 | José Mahbub Matta                   |         | Partido Revolucionario Institucional |
| 1979-1982 | Antonio Ávila Lomas                 |         | Partido Revolucionario Institucional |
| 1982-1985 | José Nava Sánchez                   |         | Partido Revolucionario Institucional |
| 1985-1988 | Pascual Gallegos Montalvo           |         | Partido Revolucionario Institucional |
| 1988-1991 | Virgilio Castillo Andrade           |         | Partido Revolucionario Institucional |
| 1991-1994 | Paulino Martínez Carmona            |         | Partido Revolucionario Institucional |
| 1994-1997 | Justo Fernando Torres Rangel        |         | Partido Acción Nacional              |
| 1997-2000 | Raymundo García Olivares            |         | Partido Revolucionario Institucional |
| 2000-2003 | Gregorio Antonino Maldonado Vázquez |         | Partido Acción Nacional              |
| 2003-2006 | José Everardo Nava Gómez            |         | Partido Revolucionario Institucional |
| 2006-2009 | Víctor Manuel Mendoza Ramírez       |         | Partido Acción Nacional              |
| 2009-2012 | Francisco Javier Hernández Loera    |         | Partido Acción Nacional              |
| 2012-2015 | Héctor Fermín Ávila Lucero          |         | Partido Revolucionario Institucional |
| 2015-2018 | José Everardo Nava Gómez            |         | Partido Revolucionario Institucional |
| 2018-2021 | Roberto Alejandro Segovia Hernández |         | Partido Verde Ecologista de México   |
| 2021-2023 | Iván Noé Estrada Guzmán             |         | Partido Acción Nacional              |
| 2023-2024 | Franco Coronado Guerra (interino)   |         | Partido Acción Nacional              |
| 2024-     | Raúl Ortega Rodríguez               |         | PAN PRI PRD                          |